# Paulinus von Antiochia (Patriarch)
Paulinus von Antiochia († 388) war Patriarch von Antiochia.
Paulinus war Presbyter unter Eustathius von Antiochia. Nach der Absetzung des Eustathius wurde er von Lucifer von Calaris zum Bischof geweiht und so zum Gegenspieler des Meletius von Antiochia im Kampf um den Patriarchenthron. Der altnizänische Paulinus wurde von Alexandria und Rom in seiner Opposition unterstützt, lehnte alle Vermittlungsversuche ab und provozierte das sogenannte Meletianische Schisma.
Obwohl Meletius von Kaiser Valens noch weitere Male (von 365 bis 367 und 371/372 bis 378) verbannt wurde, konnte sich Paulinus letztlich nicht durchsetzen. 381 leitete Meletius das Konzil zu Konstantinopel, in dessen Verlauf er starb. Im selben Jahr wurde Flavianus von Konstantinopel zu dessen Nachfolger gewählt. Die immer weiter erstarkende Position der Jungnizäner marginalisierte die Position des Paulinus bis zu dessen Tod 388 weitreichend. Bis 415 war der Paulinismus in der antiochenischen Gemeinde dann wieder untergegangen.